# Cristiano Guilherme Borro Barbosa
Cristiano Guilherme Borro Barbosa (Adamantina, 11 de outubro de 1976) é um prelado brasileiro da Igreja Católica, com atuação no Estados Unidos. É bispo auxiliar de Boston.

## Biografia
Nasceu em Adamantina, São Paulo, filho de Maria do Carmo Borro e Antônio Dias Barbosa. Possui um irmão mais velho, Alexandre, que é advogado e mora em Itu. Cresceu na Paróquia Nossa Senhora de Fátima.
Borro Barbosa obteve licenciatura em filosofia pela Universidade do Sagrado Coração de Bauru. Em seguida, obteve mestrado em psicologia pela Pontifícia Universidade Católica de Minas Gerais, em Belo Horizonte. Em 22 de dezembro de 2007 foi ordenado sacerdote da diocese de Bauru, na Paróquia Universitária do Sagrado Coração, em Bauru, por Dom Luiz Antônio Guedes.
Em 2008, foi designado para a Arquidiocese de Boston como capelão da comunidade luso-brasileira. Em 2019 tornou-se vigário paroquial de duas paróquias em Cambridge e obteve sua licenciatura e doutorado em teologia pelo Boston College. Ele então se tornou vigário paroquial em Lowell. Em 2020, tornou-se membro do corpo docente do Seminário Nacional Papa João XXIII em Weston e do Seminário Saint John em Brighton, Boston. Em 2021 foi incardinado na Arquidiocese de Boston. Em 2023 foi nomeado Vigário Episcopal da Região Centro e Secretário para a Evangelização.
Em 9 de dezembro de 2023, o Papa Francisco o nomeou bispo titular de Membressa e bispo auxiliar de Boston. A ordenação episcopal foi em 3 de fevereiro de 2024 na Catedral de Boston, pelo Cardeal Arcebispo de Boston Sean Patrick O'Malley, O.F.M.Cap., coadjuvado por Mark William O’Connell e por Robert Philip Reed, bispos auxiliares de Boston. Sua nomeação o torna o segundo bispo mais jovem dos Estados Unidos. Também é o segundo brasileiro a se tornar bispo nos Estados Unidos, depois de Edgar Moreira da Cunha.
Como bispo auxiliar, Dom Cristiano exerce as funções de vigário-geral, vigário episcopal da Região Central e secretário do Gabinete para Evangelização e Discipulado.